# 알바로 아르벨로아
알바로 아르벨로아 코카(스페인어: Álvaro Arbeloa Coca ˈalβaɾo arβeˈloa ˈkoka[*], 1983년 1월 17일, 카스티야 이 레온 지방 살라망카 ~)는 스페인의 전 프로 축구 선수로, 그는 주로 우측 수비를 맡지만, 왼쪽 수비도 맡을 수 있다.
그는 레알 마드리드에서 프로 무대에 처음 들어서, 2군 경기에 주로 출전했었다. 2006년에는 데포르티보 선수가 되었다가, 반 시즌 후에 리버풀에 합류해 프리미어리그 세 시즌 동안 98번의 공식 경기에 참가했다. 2009년, 그는 £5M에 레알 마드리드로 복귀하여 7년을 보내며 2011-12 시즌 라 리가와 두 차례의 UEFA 챔피언스리그 우승을 포함해 총 7번의 우승을 차지했다.
아르벨로아는 스페인 국가대표로 56경기에 출전했는데, 그가 참가한 주요 대회인 UEFA 유로 2008, 2010년 FIFA 월드컵, 그리고 UEFA 유로 2012에서 모두 우승을 차지했다.

## 클럽 경력

### 레알 마드리드
아르벨로아는 레온의 살라망카 출신으로, 4세 때 가족이 사라고사로 이주했다. 그는 인근의 레알 사라고사에서 축구를 시작했고, 18세의 나이에 레알 마드리드의 유소년 아카데미에 합류했다.
아르벨로아는 2군인 레알 마드리드 B에서 3시즌을 보냈는데, 이 중 2시즌은 세군다 디비시온 B 경기를 뛰었다. 2004-05 시즌, 그는 플레이오프전 포함 32경기에 나서 1골을 기록했고, 소속 구단은14년만의 세군다 디비시온 승격을 확정지었다. 2004년 10월 16일, 그는 라 리가에 속한 1군 첫 경기에 나섰는데, 레알 베티스와 1-1로 비긴 경기에서 후반 교체로 투입되었다.

### 데포르티보
2006년 7월 24일, 아르벨로아는 데포르티보와 계약했고, 레알 마드리드는 아르벨로아가 향후 3년 중에 이적할 경우 50%의 이적료를 챙기기로 조항이 매겨졌다. 그는 떠나면서 다음과 같이 말했다: "참 묘한 상황입니다. 저는 레알 마드리드에서 16세였을 때부터 레알 마드리드에서 뛰었습니다." 그러고는 "레알은 항상 최고의 선수들을 지녔습니다. 선수단에 수비수가 8명이나 있어서, 전 포기해야 했습니다"라고 덧붙여 아쉬움을 토로했다.
갈리시아 연고의 구단에서 6개월을 보내며, 아르벨로아는 21번의 공식 경기에 나섰고, 이 중 18번의 리그 경기를 90분 뛰었다.

### 리버풀

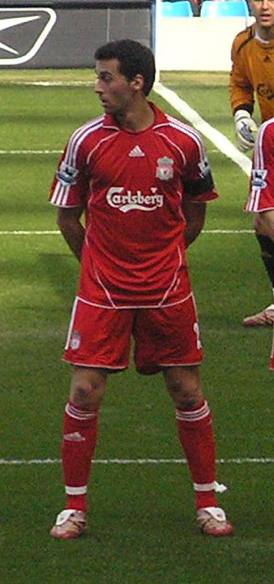
2007년, 리버풀의 아르벨로아.

2007년 1월 31일, 아르벨로아는 같은 국적인 라파엘 베니테스가 감독을 역임하는 잉글랜드의 리버풀로 이적했다. 그는 2월 10일, 뉴캐슬 유나이티드와의 경기에서 저메인 페넌트와 교체되어 프리미어리그 첫 경기를 치렀다.
아르벨로아는 바르셀로나와의 UEFA 챔피언스리그 2006-07 시즌 경기에서 처음으로 선발 출전했다. 그는 캄 노우 원정에서 좌측 수비를 맡았는데, 강력한 오른발로 중앙 측을 공략해 들어가는 리오넬 메시를 견제할 수 있다는 예측이 적중했고, 리버풀이 2-1로 이겼으며 이어지는 안필드 경기에서도 90분을 뛰어 합계 2-2로 다음 라운드를 진출하는데 일조했다.
2007년 4월 7일, 아르벨로아는 레딩과의 경기에서 리버풀 이적 후로는 첫 골을 기록했다. 그는 스티브 피넌과 UEFA 챔피언스리그 결승전 막판에 교체로 나섰지만, 밀란에게 1-2로 졌다.
2007-08 시즌 아르벨로아의 등번호는 자신의 부탁에 따라 등번호를 2번에서 17번으로 바꿨다. 그는 이 시즌에 주전으로 지위를 굳혔고, 리버풀이 참가한 경기에 총 41번 출전하였고, 소속 구단은 리그에서 4위를 차지했다.
2009년 5월 17일, 웨스트 브로미치 앨비언과의 경기에서, 아르벨로아는 경기 도중 리버풀 동료 제이미 캐러거와 언쟁을 벌였다. 그리고 둘은 다닐 아게르, 샤비 알론소, 에밀리아노 인수아, 그리고 페페 레이나가 달겨들어서야 싸움을 끝낼 수 있었다. 캐러거는 아르벨로아와 언쟁을 벌인 이유는 그가 막판 수비에 형편 없는 모습을 보여 무실점 기회를 날릴 수 있었기에 벌였다고 해명했고, "우리는 무실점으로 경기를 끝내고 싶었고, 페페가 네 번째 시즌에 골든 글러브를 타는 모습을 보고 싶었기 때문입니다"라고 덧붙였다. 베니테스는 이 사태를 언급하지 않으려고 평가 자체를 하지 않았다.

### 레알 마드리드 복귀

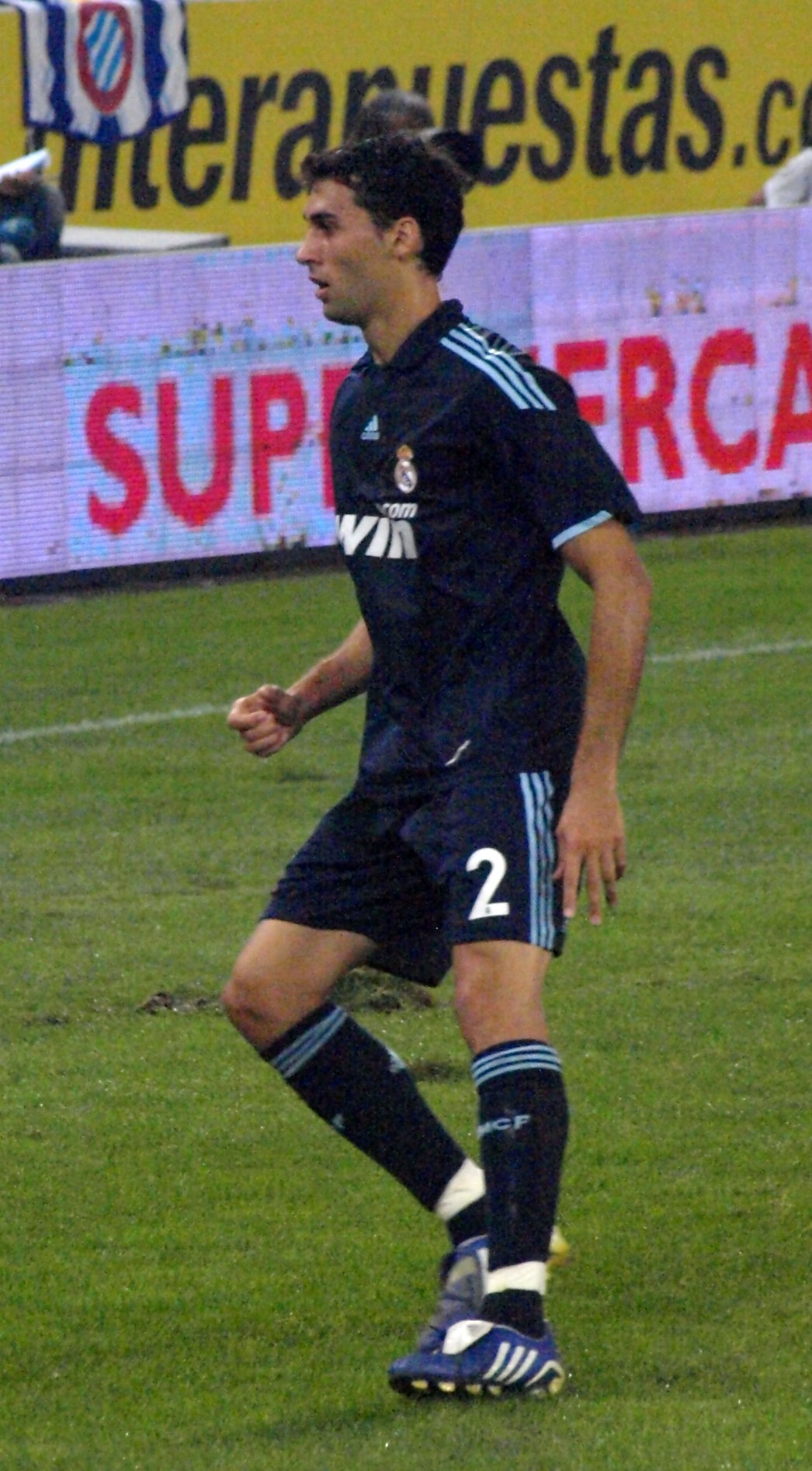
2009년 에스파뇰전의 아르벨로아

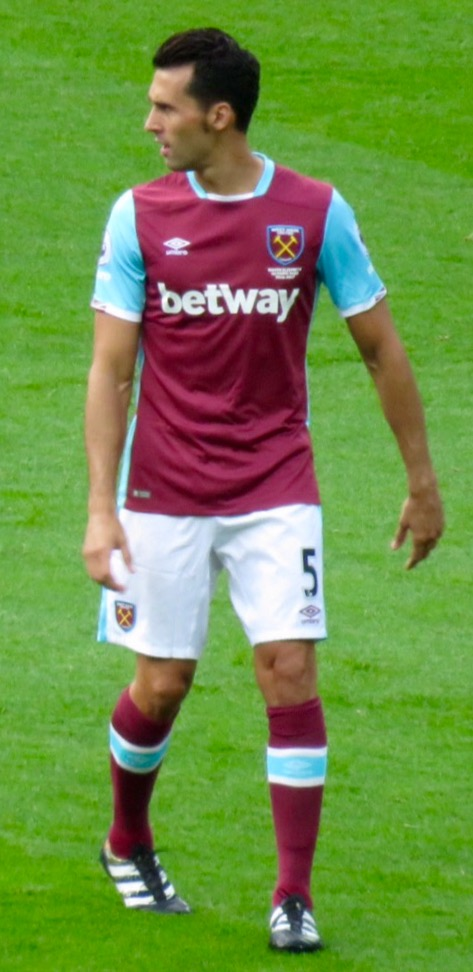
2016년 웨스트 햄의 아르벨로아

2009년 7월 29일, 레알 마드리드와 리버풀이 아르벨로아와의 이적을 놓고 합의를 본 것으로 발표되었고, 그는 £5M에 5년 계약을 맺었다.
미첼 살가도와 미겔 토레스가 떠나면서, 아르벨로아는 등번호 2번을 받았다. 그는 복귀 후 첫 시즌 대부분 기간동안 좌측 수비를 맡았고, 2010년 2월 13일, 3-0으로 이긴 헤레스와의 원정 경기에서 첫 골을 기록했다. 그의 두 번째 골은 3월 28일 마드리드 더비 경기에 나왔는데, 오른발로 다비드 데 헤아를 넘기는 골을 넣어, 아틀레티코 마드리드와의 경기에서 3-2 승리에 일조했다. 주제 모리뉴 신임 감독 체제에서, 그는 UEFA 챔피언스리그 10경기 출전을 페널티 구역 바깥에서 대회 첫 골을 넣는 것으로 자축했는데, 소속 구단은 아약스와의 조별 리그 경기에서 4-0으로 크게 이겼다.
2011-12 시즌, 히카르두 카르발류가 부상으로 장기간 빠지면서, 세르히오 라모스는 다시 중앙 수비를 맡게 되었고, 아르벨로아도 4인 수비를 맡을 때 거의 우측 수비만 맡았다. 2012년 8월 1일, 그는 구단과의 계약을 2016년 6월까지 연장했다.
시간이 지나면서, 아르벨로아는 주류에서 밀려나기 시작했다. 2015-16 시즌, 그는 모든 대회를 통틀어 9경기를 출전하는데 그쳤고, 이 중 2번은 UEFA 챔피언스리그 경기로 구단은 3년 사이에 2번째 우승을 차지했다. 2016년 5월 8일, 그는 6월 30일에 구단을 떠나는 것으로 확인되었다.

### 웨스트 햄 유나이티드
2016년 8월 31일, 아르벨로아는 웨스트 햄 유나이티드와 한 시즌 계약해 7년만에 프리미어리그에 복귀했다. 9월 21일 그는 애크링턴 스탠리와의 풋볼 리그 컵 경기에 첫 출전해 90분 뛰었고, 웨스트 햄은 안방에서 1-0으로 이겼다.

## 국가대표팀 경력

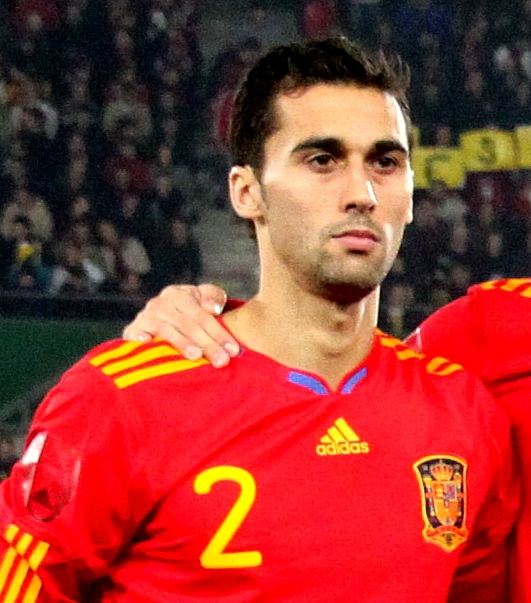
2010년 FIFA 월드컵의 아르벨로아

2008년 2월 1일, 아르벨로아는 말라가에서 열린 프랑스와의 친선경기를 앞두고 스페인 국가대표팀에 처음으로 차출되었으나, 부상으로 나서지 못했다. 3월 26일, 그는 이탈리아와의 경기에서 처음 국제경기에 참가했고, UEFA 유로 2008의 최종 명단에 이름을 올려 2-1로 이긴 그리스와의 조별 리그 경기에 출전했고, 조국은 대회 우승을 차지했다.
아르벨로아는 다재다능함을 장점으로 2009년 FIFA 컨페더레이션스컵과 2010년 FIFA 월드컵에 라모스의 후보 선수로 출전했다. 후자의 대회에서는 조국을 우승으로 공헌했는데, 이 과정에서 그는 온두라스와의 조별 리그전에 14분 출전했다.
비센테 델 보스케는 이어지는 UEFA 유로 2012에서도 아르벨로아를 승선시켰다: 카를레스 푸욜이 없는 와중에, 그는 국가대표팀 주전 선수로 라모스, 제라르즈 피케, 조르디 알바와 수비로 발을 맞추었고, 스페인은 6경기에서 단 1골만 내주고 대회 우승을 차지했다.

## 클럽 통계
2016년 12월 3일
| 클럽                 | 시즌      | 라 리가      | 라 리가      | 코파 델 레이 | 코파 델 레이 | 수페르코파 | 수페르코파 | 유럽 | 유럽 | 합계 | 합계 |
| 클럽                 | 시즌      | 출장         | 골           | 출장         | 골           | 출장       | 골         | 출장 | 골   | 출장 | 골   |
| -------------------- | --------- | ------------ | ------------ | ------------ | ------------ | ---------- | ---------- | ---- | ---- | ---- | ---- |
| 레알 마드리드 B      | 2003–04   | 22           | 0            | —            | —            | —          | —          | —    | —    | 22   | 0    |
| 레알 마드리드 B      | 2004–05   | 28           | 0            | —            | —            | —          | —          | —    | —    | 28   | 0    |
| 레알 마드리드 B      | 2005–06   | 34           | 0            | —            | —            | —          | —          | —    | —    | 34   | 0    |
| 레알 마드리드 B      | 합계      | 84           | 0            | —            | —            | —          | —          | —    | —    | 84   | 0    |
| 레알 마드리드        | 2004–05   | 2            | 0            | 2            | 0            | —          | —          | 0    | 0    | 4    | 0    |
| 레알 마드리드        | 2005–06   | 0            | 0            | 0            | 0            | —          | —          | 0    | 0    | 0    | 0    |
| 데포르티보           | 2006–07   | 20           | 0            | 0            | 0            | —          | —          | 0    | 0    | 20   | 0    |
| 클럽                 | 시즌      | 프리미어리그 | 프리미어리그 | FA컵         | FA컵         | 리그 컵    | 리그 컵    | 유럽 | 유럽 | 합계 | 합계 |
| 클럽                 | 시즌      | 출장         | 골           | 출장         | 골           | 출장       | 골         | 출장 | 골   | 출장 | 골   |
| 리버풀               | 2006–07   | 9            | 1            | 0            | 0            | 0          | 0          | 5    | 0    | 14   | 1    |
| 리버풀               | 2007–08   | 28           | 0            | 1            | 0            | 3          | 0          | 9    | 0    | 41   | 0    |
| 리버풀               | 2008–09   | 29           | 1            | 2            | 0            | 0          | 0          | 12   | 0    | 43   | 1    |
| 리버풀               | 합계      | 66           | 2            | 3            | 0            | 3          | 0          | 26   | 0    | 98   | 2    |
| 클럽                 | 시즌      | 라 리가      | 라 리가      | 코파 델 레이 | 코파 델 레이 | 수페르코파 | 수페르코파 | 유럽 | 유럽 | 합계 | 합계 |
| 클럽                 | 시즌      | 출장         | 골           | 출장         | 골           | 출장       | 골         | 출장 | 골   | 출장 | 골   |
| 레알 마드리드        | 2009–10   | 30           | 2            | 2            | 0            | —          | —          | 6    | 0    | 38   | 2    |
| 레알 마드리드        | 2010–11   | 26           | 0            | 8            | 0            | —          | —          | 9    | 1    | 43   | 1    |
| 레알 마드리드        | 2011–12   | 26           | 0            | 3            | 0            | 0          | 0          | 9    | 0    | 38   | 0    |
| 레알 마드리드        | 2012–13   | 25           | 0            | 6            | 0            | 2          | 0          | 7    | 0    | 40   | 0    |
| 레알 마드리드        | 2013–14   | 18           | 0            | 8            | 0            | —          | —          | 4    | 1    | 30   | 1    |
| 레알 마드리드        | 2014–15   | 22           | 1            | 3            | 0            | 0          | 0          | 10   | 1    | 35   | 2    |
| 레알 마드리드        | 2015–16   | 6            | 0            | 1            | 0            | —          | —          | 2    | 0    | 9    | 0    |
| 레알 마드리드        | 합계      | 153          | 3            | 31           | 0            | 2          | 0          | 47   | 3    | 233  | 6    |
| 클럽                 | 시즌      | 프리미어리그 | 프리미어리그 | FA컵         | FA컵         | 리그 컵    | 리그 컵    | 유럽 | 유럽 | 합계 | 합계 |
| 클럽                 | 시즌      | 출장         | 골           | 출장         | 골           | 출장       | 골         | 출장 | 골   | 출장 | 골   |
| 웨스트 햄 유나이티드 | 2016–17   | 3            | 0            | 0            | 0            | 1          | 0          | 0    | 0    | 4    | 0    |
| 웨스트 햄 유나이티드 | 합계      | 3            | 0            | 0            | 0            | 1          | 0          | 0    | 0    | 4    | 0    |
| 경력 합계            | 경력 합계 | 328          | 5            | 36           | 0            | 6          | 0          | 73   | 3    | 443  | 8    |

1 UEFA 슈퍼컵 및 FIFA 클럽 월드컵 경기 포함.

## 수상

### 클럽
레알 마드리드
- UEFA 챔피언스리그: 2013–14, 2015–16
- FIFA 클럽 월드컵: 2014
- UEFA 슈퍼컵: 2014
- 라리가: 2011-12
- 코파 델 레이: 2010–11, 2013–14
- 수페르코파 데 에스파냐: 2012

### 국가대표팀
스페인
- FIFA 월드컵: 2010
- UEFA 유럽 축구 선수권 대회: 2008, 2012
- FIFA 컨페더레이션스컵 준우승: 2013